# Tłuczań Górny
Tłuczań Górny (alt. Tłuczań Górna) – zniesiona wieś, od 1926 w granicach wsi Tłuczań w Polsce, położonej w województwie małopolskim, w powiecie wadowickim, w gminie Brzeźnica. Obecnie są to zabudowania w rejonie ulicy Kmiecie.

## Historia
Pod zaborem austriackim Tłuczań Górny stanowił gminę jednostkową w powiecie Wadowice w cyrkule wadowickim, liczącą w 1854 roku 448 mieszkańców.
W Polsce Tłuczań Górny stanowił gminę w powiecie wadowickim w województwie krakowskim, liczącą w 1921 roku 677 mieszkańców.
6 czerwca 1926 połączony z Tłuczaniem Dolnym w jedną jednostkę o nazwie Tłuczań, która zaczeła funkcjonować 15 października 1926.